# Boulaur
Boulaur é uma comuna francesa na região administrativa de Occitânia, no departamento de Gers. Estende-se por uma área de 9,03 km². Em 2010 a comuna tinha 189 habitantes (densidade: 20,9 hab./km²).